# Liechtenstein aux Jeux olympiques d'hiver de 2014
Le Liechtenstein participe aux Jeux olympiques d'hiver de 2014 à Sotchi en Russie du 7 au 23 février 2014. Il s'agit de sa dix-huitième participation à des Jeux d'hiver. Quatre athlètes liechtensteinois, deux hommes et deux femmes, prennent part aux compétitions de ski alpin et de ski de fond. Ils ne remportent pas de médailles.

## Délégation
Quatre athlètes liechtentenois participent aux Jeux olympiques d'hiver de 2014. Le tableau suivant indique le nombre de sportifs liechtensteinois inscrits dans chaque discipline :
| Sport       | Discipline | Hommes | Femmes | Total |
| ----------- | ---------- | ------ | ------ | ----- |
| Ski         |            |        |        |       |
| Ski alpin   | 1          | 2      | 3      |       |
| Ski de fond | 1          | 0      | 1      |       |
| Total       | Total      | 2      | 2      | 4     |

## Cérémonies d'ouverture et de clôture
Comme cela est de coutume, la Grèce, berceau des Jeux olympiques, ouvre le défilé des nations, tandis que la Russie, en tant que pays organisateur, ferme la marche. Les autres pays défilent dans l'ordre alphabétique de la langue de la nation organisatrice, en l'occurrence le russe,. Le Liechtenstein est la 42e des 88 délégations à entrer dans le Stade olympique Ficht de Sotchi, au cours du défilé des nations durant la cérémonie d'ouverture, entre la Lituanie et le Luxembourg. Le porte-drapeau du pays est la skieuse alpine Tina Weirather.
La cérémonie de clôture également a lieu au Stade olympique Ficht. Les porte-drapeaux des différentes délégations entrent ensemble dans le stade olympique. Le drapeau du Liechtenstein est porté par un volontaire.

## Compétitions

### Ski alpin

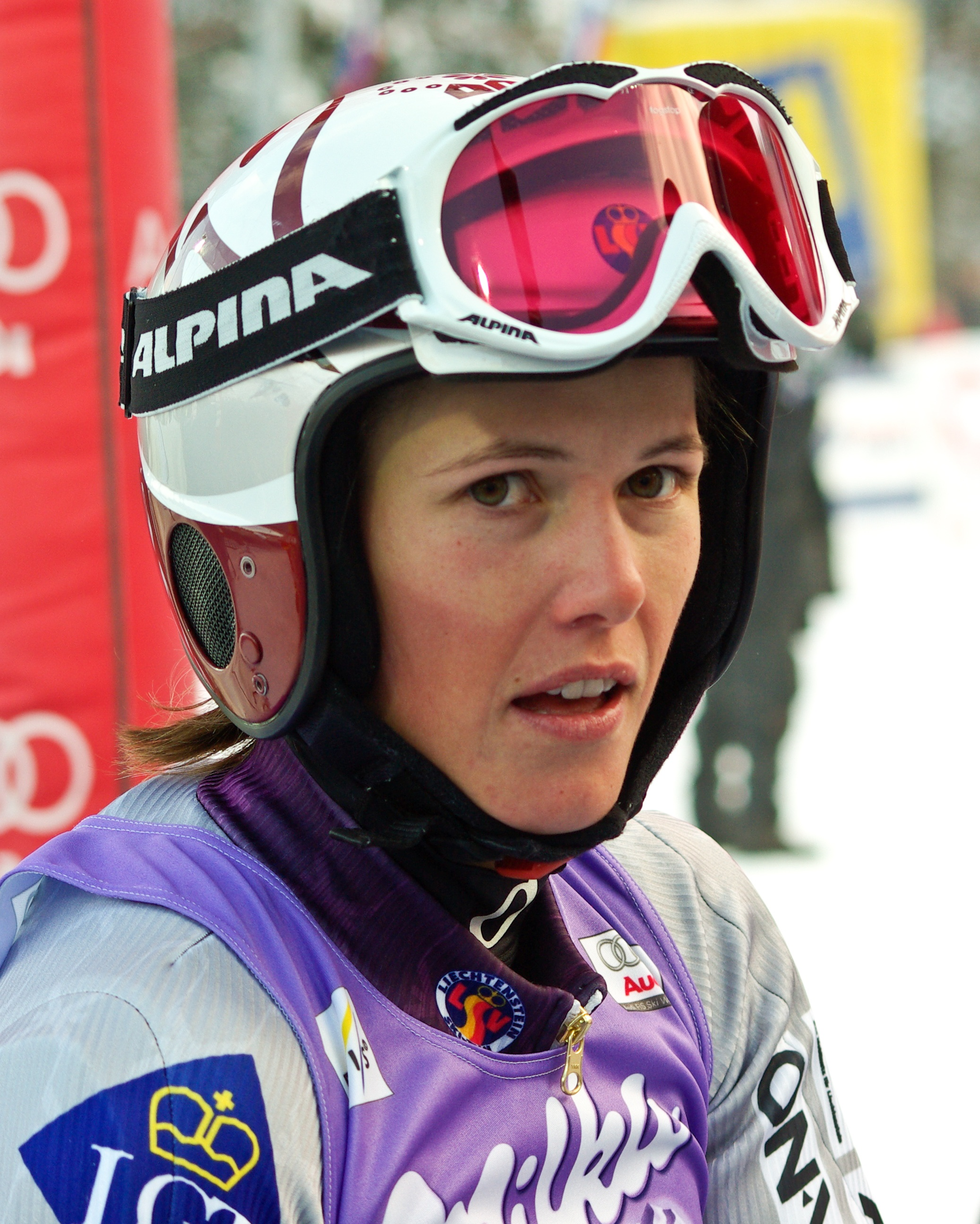
Marina Nigg, ici en 2008, participe à l'épreuve du slalom.

Sept athlètes liechtensteinois remplissent les critères de qualification du ski alpin, qui étaient d'obtenir une moyenne calculée sur trois courses de 140 points FIS au maximum pour les épreuves de vitesse ou une moyenne calculée sur cinq courses de 80 points FIS au maximum pour les épreuves techniques. Le comité national olympique en sélectionne cependant trois pour participer aux Jeux.
Avec neuf podiums dont deux victoires pendant la saison 2013-2014 de Coupe du monde, Tina Weirather faisait partie des favorites de la descente et du super G. Elle doit cependant déclarer forfait après une chute dans un entraînement pour la descente qui l'a touchée à la tête du tibia. Elle ne participe à aucune course pendant ces Jeux. Marina Nigg participe à ses deuxièmes Jeux olympiques à l'âge de 29 ans après ceux de 2010. Partant avec le dossard 34, elle termine 27e de la première manche du slalom sur les 60 classées. Après la deuxième manche, elle 21e sur 49 classées avec un retard de 6,1 secondes sur la championne olympique américaine Mikaela Shiffrin. Elle ne se dit pas entièrement satisfaite du résultat.
Du côté masculin, Marco Pfiffner participe à ses premiers Jeux olympiques à l'âge de 19 ans. 46e sur 79 après la première manche du slalom géant, il est 42e sur 72 classés après la deuxième manche, à 11,43 secondes du champion olympique américain Ted Ligety. Lors du slalom, il est 47e sur 77 après la première manche puis 24e sur 43 du classement final, avec 13,64 secondes de retard sur le vainqueur autrichien Mario Matt.
| Athlète        | Épreuves     | Course 1      | Course 1 | Course 2      | Course 2 | Total         | Total |
| Athlète        | Épreuves     | Temps         | Rang     | Temps         | Rang     | Temps         | Rang  |
| -------------- | ------------ | ------------- | -------- | ------------- | -------- | ------------- | ----- |
| Marco Pfiffner | Slalom géant | 1 min 27 s 64 | 46       | 1 min 29 s 08 | 44       | 2 min 56 s 72 | 42    |
| Marco Pfiffner | Slalom       | 53 s 46       | 47       | 1 min 02 s 02 | 26       | 1 min 55 s 48 | 24    |

| Athlète        | Épreuves       | Course 1 | Course 1 | Course 2 | Course 2 | Total         | Total |
| Athlète        | Épreuves       | Temps    | Rang     | Temps    | Rang     | Temps         | Rang  |
| -------------- | -------------- | -------- | -------- | -------- | -------- | ------------- | ----- |
| Marina Nigg    | Slalom         | 57 s 47  | 27       | 53 s 17  | 18       | 1 min 50 s 64 | 21    |
| Tina Weirather | Descente géant | DNS      | DNS      | DNS      | DNS      | DNS           | DNS   |
| Tina Weirather | Super G        | DNS      | DNS      | DNS      | DNS      | DNS           | DNS   |
| Tina Weirather | Slalom géant   | DNS      | DNS      | DNS      | DNS      | DNS           | DNS   |
| Tina Weirather | Super combiné  | DNS      | DNS      | DNS      | DNS      | DNS           | DNS   |

### Ski de fond
Un athlète liechtensteinois, Philipp Haelg, participe aux épreuves de ski de fond épreuves de ski de fond. Il fait ses débuts aux Jeux olympiques à l'âge de 23 ans. Il a atteint les critères de qualification, qui étaient d'obtenir un maximum de 100 points FIS.
Haelg termine d'abord au 43e rang du skiathlon sur 68 classés, à 4 minutes, 32 secondes et 4 dixièmes du champion olympique suisse Dario Cologna. Il est ensuite 27e sur 87 classés lors du 15 kilomètres, avec un retard de 2 minutes, onze secondes et huit dixièmes de Dario Cologna qui remporte également cette épreuve.
| Athlète       | Épreuve         | Classique     | Classique | Libre         | Libre | Total             | Total          | Total |
| Athlète       | Épreuve         | Temps         | Rang      | Temps         | Rang  | Temps             | Écart          | Rang  |
| ------------- | --------------- | ------------- | --------- | ------------- | ----- | ----------------- | -------------- | ----- |
| Philipp Haelg | 15 km classique | NC            | NC        | NC            | NC    | 40 min 41 s 5     | + 2 min 11 s 8 | 27e   |
| Philipp Haelg | 30 km skiathlon | 37 min 51 s 8 | 44e       | 34 min 22 s 7 | 41e   | 1 h 12 min 47 s 8 | + 4 min 32 s 4 | 43e   |